# (26087) Журавлёва
(26087) Журавлёва (лат. Zhuravleva) — типичный астероид главного пояса, открыт 21 октября 1982 года советским астрономом Людмилой Карачкиной в Крымской астрофизической обсерватории и 31 августа 2012 года назван в честь советского и российского астронома Людмилы Журавлёвой.

## Обнаружение и именование
(26087) Журавлёва
Открыт 21 октября 1982 года в Крымской астрофизической обсерватории Л. Г. Карачкиной.
Людмила Васильевна Журавлёва (р. 1946) была сотрудником Института теоретической астрономии с 1972 по 1998 год. Она открыла 213 малых планет с помощью 0,4-метрового двойного астрографа КрАО. Название предложено Институтом прикладной астрономии.
Оригинальный текст (англ.)26087 Zhuravleva
Discovered 1982 Oct. 21 by L. G. Karachkina at the Crimean Astrophysical Observatory.
Lyudmila Vasil'evna Zhuravleva (b. 1946) was a staff member of the Institute of Theoretical Astronomy from 1972 to 1998. She discovered 213 minor planets with the 0.4-m double astrograph of CrAO. Name proposed by the Institute of Applied Astronomy.
Источники: 20120831/MPCPages.arc; M.P.C. 80328.

## Орбита

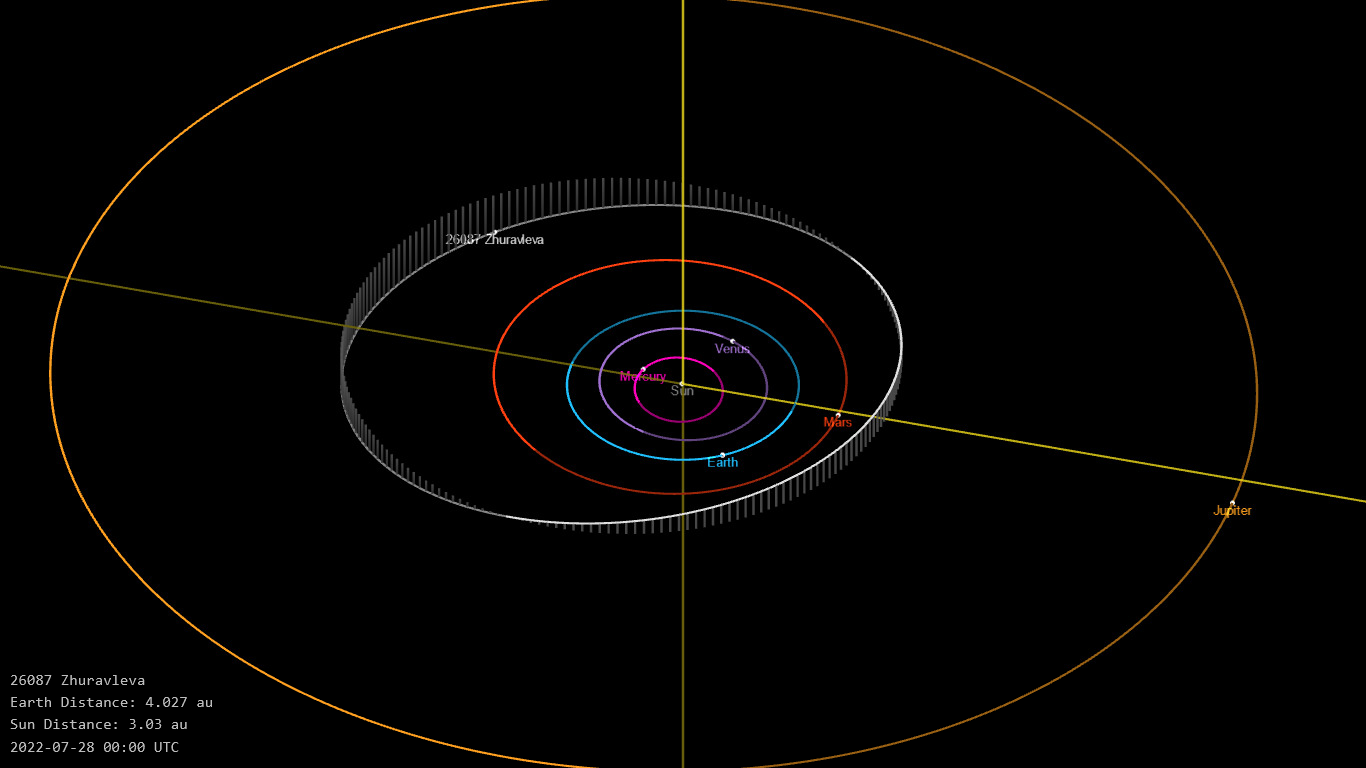
Орбита астероида Журавлёва и его положение в Солнечной системе

## Физические характеристики
Из наблюдений телескопа VISTA следует, что астероид относится к таксономическому классу S.
По результатам наблюдений в видимом и ближнем инфракрасном диапазоне космического телескопа NEOWISE диаметр астероида оценивался равным 4,130±0,154 км. Согласно тем же источникам альбедо оценивается как 0,2372±0,0337 и 0,237±0,034.